# Йибум
Йибум (йиббум, ибум, от יִיבּוּם‬) — левиратный брак в иудаизме.

Цель йибума — продолжение рода умершего брата и сохранение его земельного надела в пределах племени, к которому он принадлежал. Позже талмудические законы заменили обязанность вступления в левиратный брак халицой.
Согласно Торе (Втор. 25:5−10), брат человека, умершего бездетным, обязан взять в жёны его вдову. Если одна из сторон отказывается, то оба обязаны пройти обряд халица.
В Танахе исполнение обряда йибум упомянуто несколько раз, в частности в истории Иуды и Фамарь и в книге Руфь.

## Халица
Обряд халицы (буквально «снимание, разувание») заключается в том, что в присутствии старейшин города бездетная вдова (йевама) покойного брата развязывает сандалию на ноге своего деверя, плюёт перед ним на землю и произносит известную формулу.